# لعموري بوفاتح
الشهيد المعدم لعموري بوفاتح (1930-1957م) مناضل و سياسي في حزب حركة الانتصار للحريات الديمقراطية داخل الجزائر وخارجها ضمن مجموعة المصاليين، ويعد فدائياً من شهداء ثورة التحرير الجزائرية ضد الإستعمار الفرنسي تحت جناح التيار الثوري الخاص بـجيش التحرير الوطني (الجزائر) وجبهة التحرير الوطني (الجزائر) في منطقة وادي ريغ بـولاية المغير جنوب ولاية بسكرة (الولاية السادسة التاريخية المنبثقة بعد انعقاد مؤتمر الصومام).

## المولد والنشأة
هو بوفاتح بن محمد بن التلي بن عامر لعموري أمه فاطمة برجوح المدعوة (الحمراء) ولد عام 1930م بصحراء عين عيسى (أم الطيور). عاش حياة البدو و الرحل، كان له ثلاثة إخوة البشير، زمولي، أحمد و أختهم الريم و خديجة شكلوا عائلة ثورية تحت رعاية أمهم الحمراء المعروفة بالجود و النضال في المنطقة أم الطيور بولاية المغير حاليا. عاش بوفاتح يتيمًا و كان أخوه البشير هو ولي أمره بعد أبيه، حيث امتهنوا الفلاحة و رعي الإبل بالصحراء في كل من المغير وبسكرة و مارسوا تجارة القمح و الحبوب و التمور في كل من ميلة وأم البواقي، فسكنوا هاته المناطق لعدة سنوات نظرا لطبيعة مهنتهم. كان بوفاتح أنموذجا من نماذج الكفاح و امتاز بصفات لم تكن في أقرانه، إنها الدهاء و الحيلة و عزة النفس لا يحب الذل و الهوان، لا يرد له طلب بين إخوته فكان مطيعًا، مثقفًا، له كل خصال الرجل الشهم الذي لا يعرف الخوف و المحال. أتقن اللغة الفرنسية، لغة عدوه جيدا و رياضة الملاكمة و الجيدو فتحصل على الحزام الأسود في نوادي رياضية بالعاصمة باريس. كان متعصبا و شديدا لأنه ترعرع في بادية البؤس و الشقاء، شهد فترة الإستعمار الظالم المستبد في صغره فكانوا له ألذ الأعداء لما رآه من تعذيب لحق بأهله و باديته.

## نضاله في حركة الانتصار للحريات الديمقراطية
شهدت فترة ما قبل إندلاع الثورة التحريرية المظفرة هجرة العديد من الشباب و الكهول إلى أوروبا و فرنسا و باقي أنحاء العالم، سي بوفاتح كان من بين العناصر التي هاجرت إلى فرنسا مقصدا للعمل و النضال عام 1952م و عمره آنذاك 22 سنة حيث قضي عدة سنوات هناك مع رفيقه و ابن عمه محمد الطاهر. إنظم إلى حزب حركة الانتصار للحريات الديمقراطية بقيادة مصالي الحاج بشكل فعلي عام 1951م بالجزائر و أصبح عضوا مهما في الحركة عند هجرته لفرنسا عام 1952م بباريس رافعين مطالب من بينها إجلاء القوات الفرنسية من جميع الأراضي الجزائرية، إعادة الأراضي المصادرة، تعريب التعليم في مختلف مراحله...إلخ. عند ظهور أزمة داخل الحركة بصفة جلية منذ شهر أفريل 1953م حين إنعقاد مؤتمرها الثاني الذي إتضحت فيه المسائل الجوهرية في النزاع بين اللجنة المركزية و مصالي الحاج و أنصاره و من بينهم لعموري بوفاتح، إتخذ أعضاء المنظمة الخاصة موقفا معارضا للنزاع و أكدوا على وحدة الحركة و ضمان إستقرارها.
كانت أزمة حركة الانتصار للحريات الديمقراطية تتمثل في الصراع بين المركزيين و المصاليين إذ تعنت كل طرف لموقفه و نتج عن ذلك ظهور اللجنة الثورية للوحدة و العمل التي تأسست في 23 مارس 1954م و سعت بدورها إلى التوفيق بين الطرفين، إذ إجتمع أنصار مصالي في 1954م، و أجروا تعديلات على هيكلة الحركة.
استمر سي بوفاتح في النضال بحركة الانتصار للحريات الديمقراطية من 1951-1954م داخل الجزائر و خارجها و في نهاية سنة 1955م قامت اللجنة الثورية للوحدة و العمل بالوصول لإقناع أعضاء من المصاليين و المركزيين بضرورة العمل المسلح و تلبية النداء الثوري بعد إنقسام الحركة.

## انضمامه لصفوف جيش التحرير
عند اندلاع ثورة أول نوفمبر المجيدة في الجزائر عام 1954م، إنتقل إليه خبر اندلاعها فانظم إلى مجموعة خاصة لجبهة التحرير الوطني بباريس و أصبح من أبرز عناصرها و هاجم العدوان الفرنسي في عقر داره و استعمل عدة أساليب كالترهيب و بث الرعب في نفوس الفرنسيين من خلال المهاجمة ليلا على القرى و المداشر مع مجموعة من الأعوان منهم المجاهدون النعمي محمد و يحي خليفي و محمد الطاهر لعموري و ذلك إثر نقل الثورة إلى الأراضي الفرنسية، غير أن أخاه الأكبر المجاهد البشير لعموري طلب منه الرجوع و ذلك بالاتصال به عن طريق جبهة التحرير الوطني لمساندة الثورة في بلاده لأنهم بحاجة للكثير من أصناف المجاهدين و كانت ذريعته عندما استغرب الفرنسيون من سبب رجوعه للجزائر و في هذا الوقت العصيب بالذات، هي أنه راجع لأرض الوطن بغية التحضير لحفل زفافه.

## كفاحه في الثورة التحريرية
عند رجوع سي بوفاتح للجزائر عام 1956م و بعد إنعقاد مؤتمر الصومام ازدادت الثورة تنظيما فإلتحق بصفوف الجيش الجزائري و دعمهم بالمسدسات المهربة في الرغيف (الخبز) من النوع الفرنسي و صار صائدا للعملاء الفرنسيين. امتدت مناطق كفاحه من بسكرة نحو جامعة و خاصة منطقة الشحمي ضاحية قرية البعاج بأم الطيور التي اتخذوا منها ثكنة عسكرية نائية عن أعين الإستعمار و كان رفقائه حينها الشهيدين رقيعي أحمد بن لعجال و لعموري محمد و بعض العناصر الأخرى المعروفة في المغير. كانوا ينفذون خططهم ليلا و التعرض للقوات الفرنسية.

## مشاركته في معركة الكهف المقعور
تقع منطقة الكهف المقعور بمنطقة أم الطيور في ولاية المغير و تتميز بوجود كهوف خلفتها الوديان على رمال طينية اتخذها المجاهدين نقطة اتصال و تسيير أثناء الثورة بالإضافة لمنطقة الشحمي بالبعاج. اندلعت المعركة بشهر أفريل 1956م، و يرجع سببها إلى مجئ مجموعة من المجاهدين من منطقة الأوراس بقيادة عبدلي محمد بن أحمد و معه 11 مجاهدا، و ذلك بغرض تجنيد المناضلين الشباب في منطقة أم الطيور و المغير في جيش التحرير الوطني. أرسل القائد عبدلي محمد أحد جنوده لشراء بعض المئونة فصادفه في طريقه أحد العملاء و الذي كشف أمره لدى السلطات الفرنسية، و التي قامت بتعذيب هذا المجاهد تعذيبا شديدا جعله يقر بمكان زملائه و بناء على هذا الاعتراف، جهزت السلطات الفرنسية المحلية مجموعة من قواتها لمداهمة المكان، مما تسبّب في نشوب معركة الكهف المقعور بين الجيش الفرنسي و أفراد جيش التحرير الوطني، امتدت من الساعة الحادية عشر صباحا إلى غاية الليل، و قد قدرت خسائر الفرنسيين بحوالي أربعين جنديا بين قتيل و جريح، و من جانب الثورة نفضت المعركة شهيدا واحدا و هو الشهيد يحيى محمود، و تم أسر ثلاثة جنود و هم  توبة محمد بن أحمد من أولاد جلال، و عماري صالح من جمورة ببسكرة، و عيدوني أحمد من عين التوتة بباتنة، كما حجزت القوات الفرنسية بعض الأسلحة، منها ثلاث بنادق نوع ستاتي، 300 رصاصة و مختلف المؤن و التجهيزات التي وجدتها القوات الفرنسية في المكان، في حين نجا بقية المجاهدين الذين شاركوا في المعركة و هم دريسي محمود، قطاري العقبي، لونيسي مختاري، أرقاس محمد، محمد بن عمار، جديدي حسين و أغلبهم ينحدرون من منطقة بسكرة بالإضافة للمجاهدين لعموري بوفاتح، رقيعي أحمد، لعموري محمد، قطار مسعود، تقار بريق، رفاس الدراجي، موسى الزاوي، محمد خليلي، بن عدي الحاج و العديد من مجاهدي منطقة أم الطيور.

## فدائي جيش التحرير الوطني
يعرف الفدامي كالشهيد لعموري بوفاتح أنموذجا و تحدد مهامه في الثورة التحريرية استنادا للتعريف الذي نصت عليه وثيقة مؤتمر الصومام، و ذكره القائد محمد العربي بن مهيدي بعد مؤتمر الصومام قائلا «هو من نذر نفسه لخدمة الوطن و يقوم بأعمال فيها مخاطرة بالنفس، هؤلاء الرجال الذين لا يتسربلون في الزي العسكري، فهم في جبهة التحرير و جيش التحرير بمثابة الأعين و الآذان و الأعضاء في الجسم الحي». فهو عنصر مكلف بتنفيذ عمليات هجومية في مراكز محددة في القرى و المدن و حتى عواصم خارج الجزائر كباريس، إذ تعود النواة الأولى للفدائيين منذ تكوين المنظمة السرية l’OS سنة 1947 و امتدت هذه الفرقة من الفدائيين و توسعت و ازدادت تنظيما أثناء حرب التحرير الوطني حيث وجب على الفدائي أن يتميز بالقوة و الشجاعة و الثبات و يحمل السلاح عند تنفيذ المهمة و هي الصفات التي كانت متوفرة في سي بوفاتح، و من مهامه التي أسندت إليه تحديد و تزويد عناصر الجيش بالسلاح و الذخيرة، و توجيه الأوامر لعناصر مجموعته لتنفيذ عمليات بعد تعيين هدف محدد.

## مناورات و عمليات فدائية
نظرا لحدة بصر بوفاتح و مهارة ملاعبته للعملاء في وقت مضى فقد كلف خلال كفاحه بعدة مناورات قتل فيها عدة جنود فرنسيين بمنطقة جامعة مع رفيقه الشهيد رقيعي أحمد، كما قام بمداهمة مكتب بريد الأغفيان و هي منطقة في بلدية تندلة و قتل ساعي البريد و أعوانه الفرنسيين فتم بهذه العملية تزويد جيش التحرير بالسلاح و المال. و من بين العمليات التي شارك فيها لعموري بوفاتح بشهر سبتمبر 1957م مهمة تحطيم 10 عربات للقطار ما بين تندلة و قرية البارد فزود هو و رفقائه جيش التحرير من خلالها بالمئونة و السلاح و قُتل فيها مجموعة من الجنود الفرنسيين.
الشهيد لعموري بوفاتح صال و جال أرجاء منطقة جامعة و ضواحيها و أشهر العمليات التي قام بها هي مهمة بمنطقة جامعة بالتحديد قرية وغلانة القديمة بقتل أحد كبار عملاء فرنسا الجاسوس الذي كان يشكل خطرا كبيرا على كل نواحي منطقة وادي ريغ و الذي كان منزله بمنطقة مازهر الزاوية حيث نفذ العملية بإطلاق عدة رصاصات على صدر العميل الذي كان يرتدي درعا واقيا تحت برنسه فنجي من الموت بعد دخوله المستشفى العسكري الفرنسي، بعد مرور عدة أيام خرج العميل من المستشفى متوجها مع طائفة من العسكر إلى أم الطيور لإلقاء القبض على سي بوفاتح تحت ظروف سرية كان خلالها بوفاتح بظن منه أن العميل قد مات.

## دخوله معتقل جامعة بالمغير
تم اعتقال سي بوفاتح مع إخوته و لاقوا العذاب الشديد بكل وسائله في سجن (دار دياب) بالمغير أما سي بوفاتح فقد تعرض لعذاب أقسى في جامعة بالكماشة و الكهرباء و هو مربوط بجذع نخلة و بعد ذلك نقل إلى مركز البحث و الاستجواب من قبل عناصر المخفر. لكن عز الوطن يولد الشجاعة فقد ضرب بوفاتح النقيب إلى منطقة الرجولة بركلة حتى أسقطه أرضا على خطى الموت المفاجئ ثم حاول بوفاتح الإفلات من عساكر المخفر التي كان عددها كبير و تحيط بالمقر من كل جهة.
يقع هذا المعتقل في الناحية الغربية لمدينة جامعة، حيث كان تابعا للثكنة العسكرية، وقد بدأ التعذيب به في جانفي سنة 1957م، يبدأ التعذيب في هذا المعتقل في الليل، بعد أن يتناول الجنود الفرنسيون عشاءهم، و يشرف على هذه العملية مجموعة من المعذبين، من فرنسيين و حركى و غيرهم، نذكر منهم ريمو، تيرو، بارزي، قوبي، حفّاف راسو، ميميل، جـرو، بوكابوس و كازي و من أبرز أنواع التعذيب التي كانت تسلّط على المعتقلين الكماشة و الكهرباء و الضرب. إن وجود مراكز التعذيب في منطقة وادي ريغ، و الزج بعشرات المئات من المجاهدين فيها دلالة واضحة على نجاح الثورة في هذه المنطقة.

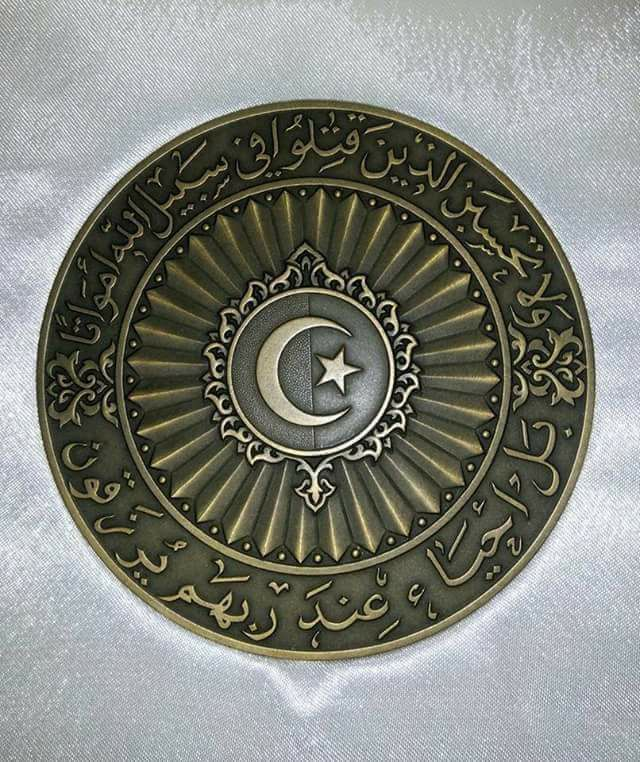
وسام الشهيد الجزائري أسدي عرفانا بتضحيات لعموري بوفاتح

## استشهاده معدوما
ألقي عليه القبض و ربط بالسلاسل في جذع نخلة و أعدم رميا بالرصاص حتى خضب بالدماء و كاد جذع النخلة أن ينكسر، ثم ثبتو جثته بسيارة رباعية الدفع و أخذوا يجرونه من جامعة نحو تندلة قرابة 15 كم و عند وصولهم تندلة قاموا بتعليقه في عربة السيارة في ساحة السوق و هم ينادون «من يعرف هذا البطل!؟ لقد أرعبنا بطريقة قتله للنقيب» و لكن أهل المدينة لم يتفوهوا و لا بكلمة بمعرفتهم لإياه حتى رماه الجنود في الأرض و انصرفوا. قام قائد الناحية العسكرية عند سماعه لخبر إعدام سي بوفاتح بمعاقبة جنوده قائلا «لقد قتلتم رجلا أسيرا عندي دون أمر مني كنت أريده رهانا لجيش التحرير في المنطقة» 
استشهد لعموري بوفاتح على شوق الدفاع عن الوطن في سبيل الله و قد شهد أهل تندلة وجامعة وأم الطيور والمغير بقصته و صار حديث الناس في الشجاعة و المروءة فدفن بتندلة أوائل ديسمبر عام 1957م، و يروي أقرانه من المجاهدين أنه بعد إعدامه شدد الإستعمار الفرنسي الخناق على المنطقة نتيجة إنفضاح عمالة الفرنسيين و ترصدهم للمجاهدين٬ فإندلعت معارك ضارية بين المجاهدين و جيش الفرنسي في كل أرجاء منطقة وادي ريغ سقط فيها العديد من الشهداء فكانت أغلب معارك أم الطيور عام 1958م العام الموالي لاستشهاد البطل لعموري بوفاتح.